# Buerarema
Buerarema is een gemeente in de Braziliaanse deelstaat Bahia. De gemeente telt 20.830 inwoners (schatting 2009).

## Aangrenzende gemeenten
De gemeente grenst aan Ilhéus, Itabuna, Jussari, São José da Vitória en Una.

## Verkeer en vervoer
De plaats ligt aan de noord-zuidlopende weg BR-101 tussen Touros en São José do Norte. Daarnaast ligt ze aan de wegen BR-251, BA-251 en BA-668.